# Carles Carreras i Verdaguer
Carles Carreras i Verdaguer   (Maó, 3 de setembre de 1948 - Maó, 25 de gener de 2024) fou un geògraf balear, membre de la Societat Catalana de Geografia i acadèmic de l'Acadèmia de Bones Lletres de Barcelona.
El 1971 es llicencià en geografia a la Universitat de Barcelona, on també es doctorà el 1978. Des de 1986 fou catedràtic de Geografia Humana a la Universitat de Barcelona i participà en el Grup de recerca consolidat Anàlisi Territorial i Desenvolupament Regional (ANTERRIT) i en MEGAPOLITAN - Canadian and European Cities in MegaRegions: Planning for the Global World. S'especialitzà en temes urbans però també en manuals de geografia. Era membre de la Societat Catalana de Geografia, de la qual fou tresorer de 1973 a 1976, i el 2008 ingressà a l'Acadèmia de Bones Lletres de Barcelona.
Fou cofundador de la UIMIR (Universitat Internacional Menorca Illa del Rei), l'any 1996.
Fou vicerector de Relacions Internacionals i Institucionals de la Universitat de Barcelona entre els anys 2008 i 2011, i el 2012 fou candidat a vicerector de Professorat de la mateixa Universitat.

## Obres
- Hostafrancs, un barri de Barcelona (1974)
- Sants. Anàlisi del procés de producció de l'espai urbà de Barcelona (1980)
- La ciudad. Enseñanzas del fenómeno urbano (1983)
- Geografía humana de Cataluña (1985)
- Les àrees de concentració comercial de Barcelona (1990)
- Geografia General dels Països Catalans, director 1992-1994
- Geografia urbana de Barcelona (1993)
- Catalunya: la gent i el territori: àlbum de geografia (1999)
- Els eixos comercials metropolitans (1999)
- Universitat i ciutat (2001)
- La Barcelona literària (2003)
- Atlas comercial de Barcelona (2003)
- Atles de la diversitat (director) 2004
- Barris antics de Catalunya (2005)
- Botigues antigues de Catalunya (2006)
- Atles de Barcelona, director de la cartografia temàtica (2011)
- La ciudad en la literatura: un análisis geográfico de la literatura urbana (2013)
- Andreu Avel·lí Verdaguer Llambías: un menorquí il·lustrat del segle XX (2019)